# 10189 Normanrockwell
10189 Normanrockwell (1996 JK16) là một tiểu hành tinh vành đai chính được phát hiện ngày 15 tháng 5 năm 1996 bởi Spacewatch ở Kitt Peak. Nó được đặt theo tên American artist Norman Rockwell.